# Hazard (Kentucky)
Hazard is een plaats (city) in de Amerikaanse staat Kentucky, en valt bestuurlijk gezien onder Perry County.

## Demografie
Bij de volkstelling in 2000 werd het aantal inwoners vastgesteld op 4806.
In 2006 is het aantal inwoners door het United States Census Bureau geschat op 4867, een stijging van 61 (1,3%).

## Geografie
Volgens het United States Census Bureau beslaat de plaats een oppervlakte van
18,2 km², geheel bestaande uit land.

## Plaatsen in de nabije omgeving
De onderstaande figuur toont nabijgelegen plaatsen in een straal van 28 km rond Hazard.